# Talasi
Talasi est un prénom.

## Sens et origine du nom
- Prénom masculin ou féminin amérindien[1].
- Prénom qui signifie « fleur de maïs ».

## Prénom de personnes célèbres et fréquence
- Prénom rare et aujourd'hui peu usité aux États-Unis [2].
- Prénom qui n'a jamais été usité en France[3].